# Містер і місіс Сміт (фільм, 1941)
«Містер і місіс Сміт» (англ. Mr. & Mrs. Smith) — американська комедійна мелодрама режисера Альфреда Гічкока 1941 року. Цей фільм зовсім не схожий на Гічкока — подібно до фільму «Іноземний кореспондент», знятий в момент творчої кризи маестро.

## Сюжет
Витончена подружня пара Девід і Енні Сміт почали своє спільне життя з вельми неординарного весілля та укладення шлюбного контракту з безліччю всіляких правил і умов. Згідно з одним із них, подружжя раз на місяць ставлять один одному по одному питанню, відповідь на яке має бути цілком правдивою. І ось одного разу Енні запитує Девіда, одружився б він із нею, якби доля знову надала таку можливість. На це чоловік їй чесно зізнається, що шлюб став для нього тягарем, а сім'я обмежила його волю, і він добре подумав би перед тим, як одружитися знову. За іронією саме в день серйозної розмови між подружжям до них приходить чиновник з мерії того міста, де вони одружилися, і повідомляє, що через помилку з визначенням меж районів цього міста шлюби, укладені між 1936 і 1939 роками, вважаються недійсними. Девід вирішує обернути цю абсурдну ситуацію на розіграш, проте він ще не знає, що цю інформацію чиновник уже повідомив його дружині.

## У ролях
| Актор/Актриса     | Персонаж                 |
| ----------------- | ------------------------ |
| Керол Ломбард     | Енні Краусхаймер Сміт    |
| Роберт Монтгомері | Девід Сміт               |
| Джин Раймонд      | Джефферсон (Джеф) Кастер |
| Джек Карсон       | Чак Бенсон               |
| Філіп Мерівейл    | Ашлей Кастер             |
| Люсіль Вотсон     | Міс Кастер               |
| Вільям Трейсі     | Саммай                   |